# Cos algebraicament tancat
En àlgebra abstracta, un cos algebraicament tancat F és un cos que conté una arrel per qualsevol polinomi no-constant de F[x], l'anell de polinomis en la variable x a coeficients en F.

## Exemples
Com a exemple, el cos dels nombres reals no és algebraicament tancat, perquè l'equació polinòmica x² + 1 = 0 no té solució en els nombres reals, encara que tots els seus coeficients (1 i 0) són reals. El mateix argument mostra que cap subcòs del cos dels reals és algebraicament tancat; en particular, el cos dels nombres racionals no és algebraicament tancat. També, cap cos finit F és algebraicament tancat, perquè si a1, a₂, …, an són els elements de F, llavors el polinomi (x − a1)(x − a₂) ··· (x − an) + 1
no té cap zero en F. D'altra banda, el teorema fonamental de l'àlgebra afirma que el cos dels nombres complexos és algebraicament tancat. Un altre exemple de cos algebraicament tancat és el cos dels nombres algebraics (complexos).

## Propietats equivalents
Donat un cos F, l'afirmació "F és algebraicament tancat" és equivalent a aquestes altres afirmacions:

### Els únics polinomis irreductibles són els de grau 1
El cos F és algebraicament tancat si i només si els únics polinomis irreductibles en l'anell de polinomis F[x] són els de grau 1.
L'afirmació "els polinomis de grau 1 són irreductibles" és trivial per qualsevol cos. Si F és algebraicament tancat, i p(x) és un polinomi irreductible de F[x], llavors té alguna arrel a i, per tant, p(x) és un múltiple de x − a. Com que p(x) és irreductible, això vol dir que p(x) = k(x − a), per algun k ∈ F \ {0}. D'altra banda, si F no és algebraicament tancat, llavors hi ha algun polinomi no-constant p(x) de F[x] sense arrels a F. Sigui q(x) un factor irreductible de p(x). Com que p(x) no té arrels a F, llavors q(x) tampoc no té arrels a F. Per tant, q(x) té grau superior a 1, ja que tot polinomi de grau 1 té una arrel a F.

### Tot polinomi és producte de polinomis de grau 1
El cos F és algebraicament tancat si i només si qualsevol polinomi p(x) de grau n ≥ 1, a coeficients en F, descompon en factors lineals. En altres paraules, hi ha elements k, x1, x₂, …, xn del cos F tals que p(x) = k(x − x1)(x − x₂) ··· (x − xn).
Si F té aquesta propietat, llavors és obvi que qualsevol polinomi no-constant de F[x] té almenys una arrel en F; en altres paraules, F és algebraicament tancat. D'altra banda, el fet que tot polinomi sigui producte de polinomis de grau 1 si F és algebraicament tancat és una conseqüència de la propietat de la secció anterior, juntament amb el fet que, per qualsevol cos K, tot polinomi de K[x] pot escriure's com a producte de polinomis irreductibles.

### Els polinomis de grau primer tenen arrels
J. Shipman mostrà en 2007 que, si tot polinomi sobre F de grau primer té una arrel a F, llavors qualsevol polinomi no-constant té una arrel a F i, per tant, F és algebraicament tancat.

### El cos no té extensions algebraiques pròpies
El cos F és algebraicament tancat si i només si no té cap extensió algebraica pròpia.
Si F no té cap extensió algebraica pròpia, sigui p(x) un polinomi irreductible de F[x]. Llavors el quocient de F[x] mòdul l'ideal generat per p(x) és una extensió algebraica de F, el grau de la qual és igual al grau de p(x). Com que aquesta no és una extensió pròpia, el grau de l'extensió és 1 i llavors el grau de p(x) és 1.
D'altra banda, si F té una extensió algebraica pròpia K, llavors el polinomi minimal d'un element de K \ F és irreductible i llavors el seu grau és més gran que 1.

### El cos no té extensions finites pròpies
El cos F és algebraicament tancat si i només si no té cap extensió algebraica finita, perquè si en la demostració anterior substituïm "algebraica" per "finita", la demostració també és vàlida.

### Tot endomorfisme deFnté algun vector propi
El cos F és algebraicament tancat si i només si, per tot nombre natural n, qualsevol aplicació lineal de Fn en ella mateixa té algun vector propi.
Un endomorfisme de Fn té un vector propi si i només si el seu polinomi característic té almenys una arrel. Per tant, si f és algebraicament tancat, qualsevol endomorfisme de Fn té algun vector propi. Recíprocament, si tot endomorfisme de Fn té un vector propi, sigui p(x) un element de F[x]. Dividint pel seu coeficient principal, obtenim un altre polinomi q(x) que té arrels si i només si p(x) en té. Però si q(x) = xn + an − 1xn − 1+ ··· + a0, llavors q(x) és el polinomi característic de la matriu acompanyant
{\displaystyle {\begin{pmatrix}0&0&\cdots &0&-a_{0}\\1&0&\cdots &0&-a_{1}\\0&1&\cdots &0&-a_{2}\\\vdots &\vdots &\ddots &\vdots &\vdots \\0&0&\cdots &1&-a_{n-1}\end{pmatrix}}.}

### Descomposició d'expressions racionals
El cos F és algebraicament tancat si i només si qualsevol funció racional en una variable x, a coeficients en F, pot escriure's com la suma d'una funció polinomial amb funcions racionals de la forma a/(x − b)n, on n és un nombre natural, i a i b són elements de F.
Si F és algebraicament tancat, com que els polinomis irreductible de F[x] són tots de grau 1, llavors l'afirmació se segueix pel teorema de descomposició en fraccions parcials.
Recíprocament, suposem que la propietat és certa pel cos F. Sigui p(x) un element irreductible de F[x]. Llavors la funció racional 1/p es pot escriure com la suma d'una funció polinomial q amb funcions racionals de la forma a/(x − b)n. Per tant, l'expressió racional
{\displaystyle {\frac {1}{p(x)}}-q(x)={\frac {1-p(x)q(x)}{p(x)}}}
es pot escriure com a quocient de dos polinomis, on el denominador és producte de polinomis de grau 1. Com que p(x) és irreductible, ha de dividir aquest producte i, per tant, també ha de ser un polinomi de grau 1.

### Polinomis relativament primers i arrels
Per tot cos F, si dos polinomis p(x),q(x) ∈ F[x] són relativament primers, llavors no tenen cap arrel en comú, perquè si a ∈ F fos una arrel comuna, llavors p(x) i q(x) serien tots dos múltiples de x − a i, per tant, no serien relativament primers. Els cossos pels quals el recíproc és cert (és a dir, cossos tals que sempre que dos polinomis no tenen cap arrel comuna llavors són relativament primers) són precisament els cossos algebraicament tancats.
Si el cos F és algebraicament tancat, siguin p(x) i q(x) dos polinomis que no són relativament primers, i sigui r(x) el seu màxim comú divisor. Llavors, com que r(x) no és constant, té una arrel a, que al seu torn és una arrel comuna de p(x) i q(x).
Si F no és algebraicament tancat, sigui p(x) un polinomi de grau superior a 1 sense arrels. Llavors p(x) i p(x) no són relativament primers, però no tenen arrels comunes (ja que cap d'ells té arrels).

## Altres propietats
Si F és un cos algebraicament tancat i n és un nombre natural, llavors F conté totes les arrels n-simes de la unitat, perquè són (per definició) els n zeros (no necessàriament diferents) del polinomi xn − 1. Una extensió de cossos continguda en una extensió generada per les arrels de la unitat s'anomena extensió ciclotòmica, i l'extensió d'un cos generat per totes les arrels de la unitat s'anomena sovint clausura ciclotòmica. Així, els cossos algebraicament tancats són ciclotòmicament tancats. El recíproc no és cert, en general. Encara que suposem que tot polinomi de la forma xn − a descompon en factors lineals, això no és suficient per assegurar que el cos sigui algebraicament tancat.
Si una proposició que es pot expressar en el llenguatge de la lògica de primer ordre és certa per un cos algebraicament tancat, llavors també és certa per qualsevol cos algebraicament tancat amb la mateixa característica. És més, si aquesta proposició és vàlida per un cos algebraicament tancat de característica 0, llavors no només és vàlida per qualsevol altre cos algebraicament tancat de característica 0, sinó que existeix un nombre natural N tal que la proposició és vàlida per qualsevol cos algebraicament tancat amb característica p amb p > N.
Tot cos F té alguna extensió algebraicament tancada. Entre aquestes extensions n'existeix una i només una (llevat d'isomorfisme) extensió algebraica de F; hom l'anomena clausura algebraica de F.
La teoria de cossos algebraicament tancats té eliminació de quantificadors.